# Campeonato Mundial de Tiro al Plato de 2011
El XXXIV Campeonato Mundial de Tiro al Plato se celebró en Belgrado (Serbia) entre el 3 y el 14 de septiembre de 2011 bajo la organización de la Federación Internacional de Tiro Deportivo (ISSF) y la Federación Serbia de Tiro Deportivo.
Las competiciones se realizaron en el campo de tiro del Centro Deportivo Kovilovo, ubicado al norte de la capital serbia.

## Resultados

### Masculino
| Evento               | Oro                                  | Plata                                         | Bronce                            |
| -------------------- | ------------------------------------ | --------------------------------------------- | --------------------------------- |
| Foso (06.09)         | Massimo Fabrizzi · Italia · 149 pts. | David Kostelecký · República Checa · 146 pts. | Stéphane Clamens Francia 145 pts. |
| Foso (equipos)       | Italia · 369 (RM)                    | República Checa · 362                         | Reino Unido 359                   |
| Doble foso (10.09)   | Li Jun China 194+4                   | Andreas Löw · Alemania · 194+3                | Walton Eller Estados Unidos 193   |
| Doble foso (equipos) | China 432                            | Rusia · 432                                   | Kuwait 431                        |
| Skeet (13.09)        | Juan José Aramburu · España · 149+12 | Tore Brovold · Noruega · 149+11               | Abdulá Alrashidi Kuwait 149+9     |
| Skeet (equipos)      | Rusia · 367                          | Dinamarca 366                                 | Emiratos Árabes Unidos · 366      |

- RM –  récord mundial

### Femenino
| Evento          | Oro                              | Plata                                     | Bronce                             |
| --------------- | -------------------------------- | ----------------------------------------- | ---------------------------------- |
| Foso (08.09)    | Liu Yingzi China 95 pts.         | Zuzana Štefečeková · Eslovaquia · 92 pts. | Elena Tkach · Rusia · 90 pts.      |
| Foso (equipos)  | Rusia · 213 (RM)                 | Francia 213                               | China 211                          |
| Skeet (09.09)   | Christine Wenzel · Alemania · 98 | Wei Ning China 97+8                       | Kimberly Rhode Estados Unidos 97+7 |
| Skeet (equipos) | China 216 (RM)                   | Italia · 211                              | Eslovaquia · 208                   |

- RM –  récord mundial

## Medallero
| Núm. | País                   | Oro | Plata | Bronce | Total |
| ---- | ---------------------- | --- | ----- | ------ | ----- |
| 1    | China                  | 4   | 1     | 1      | 6     |
| 2    | Rusia                  | 2   | 1     | 1      | 4     |
| 3    | Italia                 | 2   | 1     | 0      | 3     |
| 4    | Alemania               | 1   | 1     | 0      | 2     |
| 5    | España                 | 1   | 0     | 0      | 1     |
| 6    | República Checa        | 0   | 2     | 0      | 2     |
| 7    | Eslovaquia             | 0   | 1     | 1      | 2     |
|      | Francia                | 0   | 1     | 1      | 2     |
| 9    | Dinamarca              | 0   | 1     | 0      | 1     |
|      | Noruega                | 0   | 1     | 0      | 1     |
| 11   | Estados Unidos         | 0   | 0     | 2      | 2     |
|      | Kuwait                 | 0   | 0     | 2      | 2     |
| 13   | Emiratos Árabes Unidos | 0   | 0     | 1      | 1     |
|      | Reino Unido            | 0   | 0     | 1      | 1     |
|      | TOTAL                  | 10  | 10    | 10     | 30    |